# Bixina
La bixina es un apocarotenoide empleado como aditivo colorante en la industria alimentaria, y cuyo código es: E-160b según los códigos alimentarios de la Unión Europea corresponden a colorantes naturales aislados como la isobixina y la norbixina, todas ellas derivadas de la misma sustancia extraída del árbol Bixa orellana, annato o bija. El annatto es la denominación dada al extracto crudo, mientras que la bixina es la parte del colorante liposoluble y la norbixina la parte hidrosoluble. Todas ellas con capacidad colorante.

## Propiedades
Estos colorantes de origen vegetal son aptos para mejorar el color de los alimentos. Su coloración varía del rojo al marrón dependiendo del tipo de solvente utilizado para su extracción. 

## Efectos en el organismo
El límite de consumo máximo es de 2,5 mg/kg de peso corporal para el annatto, y 0.065 mg/kg de peso corporal para la bixina. En dosis superiores el annatto puede causar alergias y eczema. No siempre se conoce cuál es el componente presente en estas sustancias que causa los efectos.